# 김택술
김택술(金宅述, 1918년 - 1981년 10월 28일)은 대한민국의 정치인이다. 제2·3대 국회의원을 지냈다. 본관은 도강(道康). 일본 주오 대학 법학부를 졸업하고 제2대·제3대 국회의원, 대한노동총연맹 전북도부위원장, 전남상공신보 사장을 역임하였다.

## 역대 선거 결과
|  | 20.22% |

|  | 25.04% |

|  | 23.37% |

|  | 22.55% |

## 참고자료
- 김택술 - 대한민국헌정회